# Корейская керамика
Гончарство и фарфор в Корее — совокупность техник, приёмов и изделий из керамики и фарфора в Корее, которые прошли долгую историю развития в разные эпохи корейской истории.

## История

### Период трёх королевств
В первом тысячелетии нашей эры на территории современной Кореи появляются три ранних государства: Силла, Когурё и Пэкче. Период их существования в одну и ту же эпоху получил название «Период трёх королевств», который длился с 57 года до н. э. по 669 год н. э. Государство Когурё находилась на севере Корейского полуострова, а Пэкче и Силла на юге.
Культура каждого государства имела общую историческую основу, но отличалась от других из-за особенностей природы, хозяйства, интенсивности политических и торгово-экономических связей с другими государствами. В Силла, Когурё и Пэкче гончарство было одной из ведущих отраслей производства и имело свои традиции и специфику.
В древних корейских летописях говорится, что особого расцвета гончарство достигло в Пэкче. Здесь, помимо посуды, делали также высокого качества кровельную черепицу. Мастера Пэкче тщательно подбирали глину для своих изделий, использовали гончарный круг. Керамическая посуда имели простые и рациональные формы. Существовало 20 видов сосудов для различных целей. Заметное влияние на гончарство Пэкче оказало керамическое производства Китая. Например, заимствование некоторых форм китайской посуды — сосудов на трёх ножках (триподов), освоение технологии получения высокотемпературной керамики с «каменным» черепком, использование техники глазурования изделий. Ранняя глазурованная керамика Пэкче имела грязноватый серо-зелёный цвет.
Многочисленные находки керамики в гробницах этого периода дают понять, каким был уровень мастерства гончаров государства Силла. Керамические сосуды и прочие предметы утвари входили в состав погребального инвентаря. К V—VI векам в гончарстве Силла ведущим направлением стало производство высокотемпературной «каменной» керамики с очень прочным звонким черепком. Посуда обжигалась в восстановительном режиме и потому имела ровный серый цвет. Гончары Силла также умели делать глазурованную посуду. Формы керамических сосудов были более сложными и разнообразными по сравнению с изделиями мастеров Пэкче.
Существует немного сведение о том, каким было гончарство в государстве Когурё. Очень редко обнаруживаются остатки керамических мастерских с обжигательными печами на территории бывшего Когурё. Технологии и керамика Когурё отличались от гончарных изделий Пэкче и Силла. Посуда обжигалась при сравнительно невысоких температурах, имела грязновато-серый или коричневый цвет. В формах и декоре сосудов сохранялись некоторые древние традиции, уходящие корнями ещё в эпоху неолита, а также имелись детали, заимствованные у китайских гончаров.
В V—VII веках происходят заметные изменения в керамики Кореи, причиной которых стало распространения буддизма на Корейском полуострове. Как и буддизм, так и новые веяния в гончарном искусстве, пришли в Корею из Китая. Формы сосудов становятся более изысканными и сложными: широко востребованными стали изделия в форме цветов. Цветочная символика, характерная для буддизма, часто используется и в орнаментах, украшающих керамику. Изображения цветов и арабески наносились на стенки сформованных, ещё влажных сосудов при помощи специальных штампов. Начинается период повышенного интереса на глазурованную посуду, что является следствием культурного влияния Китая, где во времена династии Тан (VII—IX века) особо почитались сосуды с цветными глазурями.
В IX веке гончары Силла делали два вида глазурованной посуды с «каменным» черепком: с пепловой и со свинцовой глазурями. Пепловая глазурь состояла из растительной золы (пепла) и полевого шпата. После обжига при высоких температурах (1100—1200°С) эта глазурь застывала на поверхности изделий тонким прозрачным слоем. Изделие, покрытое пепловой глазурью, обжигалось один раз: процесс глазурования проходил одновременно со спеканием керамического черепка до камнеподобной массы. Легкоплавкая свинцовая глазурь, содержащая красители, требовала термообработки при 800—900°С. Поэтому гончарное изделие, обожжённое сначала при высокой температуре, после нанесения на его поверхность глазурного слоя, обжигалось ещё раз при более низких температурах. Цвета свинцовых глазурей — зелёные и сероватые.
В период трёх корейских государств в Корее начали появляться селадоновые изделия, импортированные из Китая. В IX веке стала известна и технология получения селадоновой глазури. Изысканная зелёная окраска селадонов соответствовала вкусам того времени, являясь дальнейшим усовершенствованием зелёно-серой цветовой гаммы свинцовых глазурей. Первые корейские селадоны уступали китайским образцам. Их цвет был чаще всего грязно-зелёным и тусклым. Но постепенно мастерство изготовления этого вида гончарных изделий выросло. Корейские мастера поддерживали тесные контакты с крупнейшими центрами селадоновой посуды в Китае, благодаря чему перенимали техники сложной технологии. Основными районами производства селадоновой керамики в Корее были южное и западное побережья.

### ПериодКорё
В 960-х годах в Корее происходят новые серьёзные повороты в истории. Государство Тхэбон присоединяет к себе Позднего Когурё и Позднего Пэкче, что положило начало новому государству — королевству Корё. Период Корё продолжался с 936 по 1392 годы — время расцвета феодальных отношений в экономике, активизации ремесленного производства, торговли, подъёма культуры, строительства городов. Наибольшего могущества и благополучия Корея достигла в XII веке, заключив при этом политический союз с Китаем.
Период Корё характеризуется наивысшим пиком в развитии корейского гончарства. Работало около 300 керамических мастерских, многие из которых находились в южных районах Корейского полуострова. Гончары Корё переняли лучшие традиции керамического ремесла государства Силла. Складывается техническая база гончарства, ставшая традиционной для Кореи и сохранившаяся практически неизменной до начала XX века. Корейские гончары, так же как и мастера в Китае и Японии, предпочитали работать с местным сырьём, и их мастерские находились рядом с месторождений керамических глин. Все стадии и процессы технологического цикла были также обычны для гончарства Восточной Азии: добыча и обработка глины, приготовление формовочной массы, формовка изделий, отделка поверхности, глазурование, сушка, обжиг. Для некоторых видов глазурей — легкоплавких, использовался двухразовый обжиг изделий.
Главными техническими средствами в средневековом гончарстве Кореи были приспособления для формовки и обжига. Гончарный круг получил в это время широкое распространение и, возможно, был в обиходе не только ручной его вариант, но и ножной. В Корее, как и в Китае, больше всего ценилась посуда, сформованная на круге, чем сосуды ручного изготовления. В этом существенное отличие китайского и корейского керамического искусства от японского гончарства, где предпочтение отдавалось ручной работе.
Мало известно, когда появился в Корее ножной гончарный станок, и как он выглядел. Предположительно, в период расцвета керамического производства в государстве Корё такой станок был уже известен, и, возможно, он имел определённое сходство с ножным кругом, использовавшимся в традиционном гончарстве XIX века. Станок был деревянным и наземным, часто достаточно высоким и громоздким. Рабочая часть станка состояла из двух дисков: большого нижнего и меньшего по размеру верхнего, соединённых между собой вертикальными опорами-рейками или цилиндром. Рабочая часть станка свободно умещалась между ногами гончара, сидящего на высоком табурете. Мастер приводит ногами нижний диск в непрерывное движение, обеспечивая возможность формовки на верхнем диске.
Корейские обжигательные печи по своему строению восходят к «драконовым» печам Китая. Они также располагались на склонах холмов и имели вид тоннеля длиной 10-20 метров, на одном конце которого находилась топочная камера. Печной тоннель, сделанный из кирпича, мог быть однокамерным, без внутренних перегородок, либо многокамерным, разделённым на сообщающиеся между собой отсеки. В процессе обжига температура в таких печах достигала 1200—1300°С. Данный тип печи стал традиционным для корейского гончарства и сохранился до XX века.
Основные виды гончарных изделий в период Корё — «каменная» керамика с плотным, звонким черепком, селадоновые изделия, белый фарфор, черепица.
Обычная неглазурованная «каменная» керамика серого цвета выпускалась мастерскими в значительном количестве, так как была доступная для всех слоёв населения посуда. «Каменная» керамика могла покрываться глазурью, особенно, популярна была свинцовая зелёная глазурь. Использование изделий с «каменным» черепком было очень широким: хранение и транспортировка различных продуктов, приготовление пищи, сервировка стола, освещение жилища.

#### СеладоныКорё
Термин «селадо́н» для гончарных изделий с бледно-серовато-зеленоватой глазурью был придуман европейскими ценителями керамики. Существует несколько гипотез происхождения этого слова. Одна полагает, что оно впервые появилось во Франции XVII века и произошло от имени героя прециозного романа-пасторали  «Астрея» («L’Astrée»), — влюблённый пастух Селадон (Céladon) украшал одежду бледно-зелёными ленточками. (Автор,  Оноре д’Юрфэ, — в свою очередь заимствовал имя героя из «Метаморфоз» Овидия). Другая связывает термин с искажением имени Саладина (Салах ад-Дина), султана Египта и Сирии и основателя династии Айюбидов, который в 1171 году направил сорок изделий этой керамики эмиру Дамаска Нур ад-Дину. Третья возводит термин к санскритским словам sila и dhara, означающим «камень» и «зелёный» соответственно. В керамическом производстве селадон — особый тип глазури и её специфический бледно-серовато-зеленоватый оттенок зелёного цвета. Тип подобных изделий был изобретён и производился в Китае, в частности, в керамических центрах провинции Чжэцзян (Лунцюань и др.).
В Корее производство селадоновых изделий процветало в XI—XIII веках. Эти изделия могли быть элитными и предназначаться для знатных и богатых людей, служителей буддийского культа. Селадоновая посуда и другие предметы обихода: косметические флаконы и коробочки, светильники, подголовники, принадлежности для письма, украшали дворцы королевской семьи. Само название Корё, что в переводе с древнекорейского означает «высокое и чистое», отождествлялось с цветом селадоновой глазури, напоминающим о красоте ясного неба, покрытых лесами гор и прозрачных рек Кореи.
Для изготовления селадоновых изделий использовался редкий сорт голубовато-серой глины или особая порода — «фарфоровый камень» («Танли»), содержащая небольшое количество пластичного глинистого вещества, много тонкозернистой слюды, кварца и полевого шпата. При смешивании с водой слюда придавала массе пластичность, необходимую для вытягивания на круге или формовке в шаблонах. Когда изделие подсыхало до «кожетвердого» состояния, на его поверхность наносилась селадоновая глазурь. Основными компонентами глазурной массы были растительная зола, богатая кальцием, и мелкодробленый «фарфоровый камень». Присутствие в химическом составе глазури 1-2 % окиси железа обусловливало при обжиге в восстановительном режиме зелёный (селадоновый) цвет. Специфика корейских селадонов в отличие от китайских изделий — лёгкий голубоватый оттенок. Это было вызвано определённым соотношением химических компонентов глазури — окиси титана и окиси марганца. Изделия, покрытые селадоновой глазурью, обжигались в длинных печах при температуре 1100—1200°С. Черепок после обжига приобретал серый цвет, что было следствием восстановительного режима.
Формы селадоновой посуды были весьма разнообразны: в них сочетались черты, заимствованные из китайского гончарства, и творческая фантазия корейских мастеров. Большую популярность в период Корё приобретают сосуды в виде цветов и плодов. Например, очень изящна была небольшая чаша, форма которой напоминала раскрытую чашечку цветка с крупными лепестками. Такая чаша обязательно дополнялась широкой тарелкой-подставкой, в оформлении которой также использовались цветочные мотивы.
Сосуды на подставках получили большую популярность в средневековой керамике Кореи. Эта особенность отражала влияние традиций камнерезного и бронзолитейного ремесёл Восточной Азии и Китая. Сосуды из поделочного камня или из металла часто дополнялись специальными подставками, выполненными из того же материала: камня, металла или дерева. Корейские гончары при изготовлении подставок для сосудов широко использовали приём ажурной резьбы. Этот приём мог применяться и для оформления самих сосудов, а также различных предметов утвари. Когда сформованное из глинистой массы изделие высыхало и становилось достаточно твёрдым, мастер с помощью особого резца делал сквозные прорези в соответствии с задуманным узором. Если сосуд предназначался для какого-либо содержимого, например, жидкости или масла, ажурные стенки не позволили бы использовать его для этих целей. Было найдено оригинальное решение проблемы. Изготовлялись два соединённых между собой резервуара — внутренний и внешний. Внутренний имел обычные стенки, а внешний был ажурным и служил лишь для украшения. Техника ажурной резьбы была очень трудоёмкой и требовала соответствующих навыков, однако давала замечательный декоративный эффект.
В период Корё излюбленными формами также стали сосуды в виде дыни и тыквы, которые были одними из ведущих сельскохозяйственных культур Кореи. Сосуды, напоминающие дыню, например, чайники, имели продолговатое тулово с рельефными вертикальными дольками. Для большего натуралистического эффекта на крышке такого чайника прикреплялся свёрнутый жгутик глины, имитирующий «хвостик» настоящей дыни. Сосуды в виде тыквы имели также дольчатый рельеф и шаровидное или слегка эллипсовидное тулово.
Ещё одним видом селадоновой посуды был сосуд для воды — «кандика», использовавшийся в некоторых буддийских церемониях. Форма изделия имеет яйцевидное тулово и очень узкое высокое горлышко, переходящим в тонкий длинный вертикальный носик, которая заимствована у индийских металлических сосудов, также связанных с ритуалами буддизма.
Популярной формой керамических сосудов, в том числе и селадоновых была ваза «мэбён» («мэбъонг»). Тулово с очень высокими, почти горизонтальными плечиками и широкой, объёмной верхней частью, плавно суживаясь к дну, имело каплевидный изящный контур, горлышко было очень низким и узким. Как правило, такие вазы декорировались особенно нарядно.
В области декора селадоновых и керамических изделий, корейские гончары проявляли фантазию, мастерство и большой художественный вкус. Им принадлежит изобретение оригинальной техники цветной инкрустации керамики. Сам приём инкрустации был известен достаточно давно в деревообрабатывающем и ювелирном ремёслах. Бронзовые изделия, инкрустированные золотыми и серебряными вставками, предметы утвари из лакированного дерева с инкрустацией переливающимся перламутром были обязательной принадлежностью богатого корейского дома.
Техника инкрустации керамических изделий носила название «сангам». Её суть заключалась в следующем: по подсохшей до «кожетвёрдого» состояния поверхности сформованного изделия вырезались узоры: цветы, облака, виноградные листья и грозди. Рельеф делался достаточно глубоким, и в прорези втирался материал для инкрустации. Например, для получения белых узоров использовалась специальная масса, содержащая большое количество мелкодробленого кварца. Чтобы получить чёрные или тёмно-коричневые узоры, гончары готовили состав, богатый соединениями железа, после обжига он приобретал тёмную окраску. После того, как инкрустация была окончена, сосуд покрывали глазурью и обжигали. Готовое изделие, декорированное таким способом, выглядело весьма привлекательно: сквозь зеленовато-прозрачную глазурь, как сквозь дымку, просвечивал белый или тёмный рисунок.
Другим интересным приёмом была роспись коричневой железистой или красной медной краской под селадоновой глазурью. Контрастное сочетание красной росписи и нежной зелени глазури давало оригинальный декоративный эффект, добиться которого позволял правильно подобранный состав медной краски. Китайские гончары в отличие от корейских мастеров не смогли освоить красную подглазурную роспись для селадона и использовали её только в декоре белого фарфора.
Ещё одним декоративным приёмом, получивший распространение в корейском гончарстве, в частности, в изготовлении селадоновых изделий, был графический рисунок. После формовки изделия на его слегка подсохшую поверхность при помощи инструмента с острым концом наносились изображения цветов, облаков, птиц. После покрытия глазурью и обжига рисунок выглядел словно тонкое кружево.
В XIII—XIV веках, в период монгольского господства в Корее, появился приём росписи золотой краской по селадоновой глазури, придававший изделиям особенно роскошный вид. В целом этот период не был слишком благоприятным для развития технологии селадонов. В соответствии с эстетическими запросами, диктовавшимися вкусами монгольской знати, постепенно меняется состав селадоновой глазури. Для изделий XIII—XIV веков более типичны коричневатые и сероватые тона в отличие от чистой прозрачной зелени селадоновых глазурей XI—XII веков.
Во всей последующей истории корейского гончарства вплоть до середины XX века мастерство селадонов более не переживало такого расцвета, как в период Корё. На долгое время техники селадоновых глазурей были забыты и пережили своё второе рождение лишь во второй половине XX века.

#### Мелкая пластика
Помимо посуды и всевозможной бытовой утвари корейские мастера керамики и фарфора были искусны в изготовлении мелкой скульптуры. Главным образом, это фигурки животных, птиц, буддийских святых. Скульптурными деталями нередко украшались сосуды, курильницы, предметы туалета и другие изделия.
В целом, время существования государства Корё было самым ярким и продуктивным периодом в истории корейского гончарства. Последующие столетия не богаты интересными технологическими и художественными достижениями в области керамики и фарфора.

#### Фарфор
Технология изготовления «классического» белого фарфора также была известна в гончарстве периода Корё. Предполагают, что первые фарфоровые изделия, хотя и довольно грубые, производились уже в IX веке в государстве Силла. В Корё фарфор делали в тех же мастерских, где изготовляли селадоновую продукцию. Однако по популярности белый фарфор значительно уступал зелёному селадону. Знакомству с производством белого фарфора, как и селадона, корейское гончарство обязано Китаю.
Заимствованная технология развивалась в Корее самостоятельным путём. Сырьём для фарфоровых изделий служил «фарфоровый камень», близкий по составу сырью из некоторых районов Юго-Восточного Китая. Благодаря особенностям обработки сырьевых материалов и приготовления формовочной массы корейский фарфор имел специфический оттенок слоновой кости. Изделия покрывались прозрачной высокотемпературной глазурью, которая после обжига переливалась радужным блеском.
Для декора фарфоровой продукции также использовался прием инкрустации. Прорезанный контур рисунка на поверхности изделия заполнялся красной, насыщенной железом глиной, после обжига узор приобретал чёрный цвет. Иногда мастера употребляли для инкрустации пластичную массу, в состав которой входило селадоновое сырье. В этом случае на светлом фарфоре появлялись серовато-зелёные декоративные вставки.

#### Чёрная посуда
Особой и достаточно редкой категорией гончарных изделий периода Корё была так называемая чёрная посуда. До настоящего времени сохранились лишь немногие её образцы. Чёрный или тёмно-коричневый цвет был результатом использования специального глазурного состава, насыщенного соединениями железа. Иногда при соблюдении определённых технологических условий мастерам удавалось получить чёрную глазурь, отливающую голубым блеском. Такие изделия напоминали знаменитую чёрную керамику «тэммоку» (яп. ten moku; кит. трад. 天目, пиньинь tiān mù; англ. Heaven's Eye), появившуюся в XI веке в Китае. Вероятно, что корейская глазурованная чёрная посуда начала изготовляться именно под влиянием технологии «тэммоку». С этим предположением согласуется и время существования данной традиции в корейском гончарстве — XII—XIII века. Наиболее распространёнными формами чёрной посуды были большие декоративные вазы «мэбъонг», чаши, чайники, круглые фляги с узеньким горлом. Для украшения своих изделий мастера использовали приёмы белой инкрустации, подглазурной росписи и графического рисунка. Излюбленными мотивами декора были цветы, листья, журавли, летящие в облаках.

### Период династии Чосон

#### Декоративно-прикладное искусство
С основанием династии Ли, Корея становится централизованным государством под названием Чосон. Столица его из Кэгёна переносится в 1394 году в Хасон. В первые годы правления династии Ли, развивалось сельское хозяйство, ремесло и торговля в городах. Значительный прогресс можно было видеть в социально-экономической жизни страны. Успешно развивались искусство и наука. Корейский народ испытывал на себе жестокую эксплуатацию феодалов и правящей верхушки. Усилилась роль конфуцианства, которое было господствующей идеологией в кругах знати. В XV—XIX веках в Корее возникли и материалистические течения.
Возросший спрос чосонской знати и богатых горожан на предметы роскоши, а также развитие внешней и внутренней торговли привели к значительному прогрессу в сфере художественных ремёсел. Развиваются традиционные виды прикладного искусства: вышивка по шёлку, керамическое и фарфоровое производство, изготовление бронзовой посуды и холодного оружия. В целом прикладное искусство этого периода было достаточно разнохарактерным, поскольку отвечало потребностям образа жизни различных социальных слоёв. Повышенное внимание к художественному оформлению предметов быта делало их для современников таким же атрибутом эпохи, как и произведения литературы и изобразительного искусства, и позволяло включать их в сферу духовной жизни, а не только материальной среды. В декоративно-прикладном искусстве XV—XVII веков находили отражение все основные идейные и эстетические течения времени. Новые для корейского искусства и культуры тенденции к украшательству и показной пышности были связаны с образом жизни и культурными запросами чиновничье-феодальной верхушки и формировавшихся городских слоёв.
Особое место занимали керамика и фарфор. Корейские мастера производили самые разнообразные изделия: всевозможные вазы, кувшины, чаши и посуду. Они овладели методикой кобальтовой росписи на фарфоре (ранее такие изделия вывозились из Китая эпохи Мин), научились изготавливать белоснежную фарфоровую посуду. В формах и росписи на сосудах проявляется не свойственная им ранее живописность. Изделия периода Ли отличаются тонкостью и особым изяществом форм. Однако главной цели творческого поиска в области фарфорового производства ни в XV веке, ни в последующий период, достичь не удалось.
В период монгольского господства был безвозвратно утрачен секрет производства предмета гордости корёского прикладного искусства — знаменитого голубовато-зелёного (очень близкого по цветовой гамме к малахиту) фарфора селадон и его инкрустации цветными глинами (техника «сангам чхонджа»). Он изготавливался только в Корё и пользовался огромной популярностью за границей, поэтому в XII веке инкрустированная и глазированная фарфоровая посуда была одним из главных предметов корейского экспорта. Попытки многих мастеров восстановить производство селадона не увенчались успехом. На смену ему приходит фарфор белого цвета с удивительно чёткими очертаниями.
Широкое распространение в период Ли получает производство расписных и инкрустированных перламутром лаковых изделий и мебели, как правило, они покрывались чёрным или светлым лаком и узорчатыми украшениями из металла. Подносы, трапезные столики, шкатулки, сундуки и другие предметы сочетают в себе красоту древесной фактуры и совершенство формы, их изящество славилось за пределами корейского государства. В лаковых изделиях Чосонской эпохи нашли воплощение пышные и цветистые публичные вкусы того времени. Изделия были свободны и оригинальны по форме, при их производстве часто применялся золотой лак, а также всевозможные приёмы орнаментации: рельеф, полировка, гравировка, инкрустация, полихромная эмаль. Богато украшенные лаковые изделия, предметы обихода и посуда использовались знатью Чосона для парадных случаев, среди них следует выделить всевозможные столики и подставки, подносы, комплекты столовой и чайной посуды, трубки, шпильки, шкатулки и пудреницы. Часто эти вещи украшались золотом и серебром.
Особое место среди художественных промыслов королевства Чосон имело литьё культовых колоколов и гонгов, находивших применение, как в буддийских, так и конфуцианских церемониях. Тонкость работы мастеров определяла не только чистое звучание или элегантную форму изделия, но и богатый декор, покрывавший его поверхность. Лучшие колокола и гонги получали собственное имя, хранились в буддийских храмах или культовых конфуцианских учреждениях. На всю страну славились колокола Хончхон (1462), Раксан (1469) и Понсон (1469), они названы по имени храмов, в которых хранились и использовались.

#### Керамика
Развитие декоративно-прикладного искусства Кореи в ранний период династии Ли было связано с общим экономическим подъёмом. Развитию художественного ремесла способствовало и расширение в этот период внешней торговли.
Значительное место в декоративно прикладном искусстве занимала керамика. Её производство в первой половине XV века продолжало развиваться, при этом использовались достижения керамистов периода Корё. Однако скульптурность форм и красота цветных глазурей, характерных для периода Корё, постепенно исчезли. Большинство сосудов XV—XIX веков предназначалось для обихода, для обычной повседневной утвари, что вызвало появление более тяжеловесных и устойчивых форм.

##### Пунчхон
Этот вид керамики можно рассматривать как дальнейшее развитие техники селадонов Корё.
В XV веке особой славой пользовались керамические изделия из Керенсана. Сосуды пунчхон изготовляли из такой же глиняной массы, какая применялась для селадонов периода Корё.
Но черепок пучхон более грубый по текстуре, чем у селадонов, и поэтому обычно его поверхность покрывалась полностью или частично белым ангобом. Белые мелкие узоры на сером фоне черепка, покрытого зеленоватой глазурью, не отличаются той гармонией цветовых сочетаний, какие были у керамики типа сангам. Наиболее распространённым и простым видом керамики пунчхон были чаши, украшенные при помощи штампов узорами из мелких растительных мотивов, которые покрывали всю поверхность сосуда и иногда сочетались с рядами мелких впадинок — точек. В отдельных случаях более сложный узор вместо тиснения штампом вырезался в глине, заполнялся белым ангобом кистью или щёткой и покрывался прозрачной глазурью типа селадон.
В декоре сосудов пунчхон XV—XVI веков появляются новые мотивы: изображения драконов, рыб, цветов лилий, растительных завитков, ритмично расположенных на поверхности. Иногда искусное наложение ангоба щёткой в различных направлениях позволяло оставлять изделия без дополнительного декора. Одно из лучших изделий этого вида — массивный круглый сосуд XV века, служивший для хранения пищи. На его широком тулове с коротким горлом заметны следы от щётки. На оплечье — роспись спиралевидными чёрными побегами, прочерченными небрежно, но вместе с тем свободно и живо.
Другим видом декора пунчхон было покрытие быстрой кистью всего изделия белым ангобом, после чего при помощи гравировки узор, вытиснялся, сохраняя свой белый цвет, а фон покрывался окисью железа под селадоновой глазурью, принимая после обжига коричневато-зелёный оттенок.

##### Белый фарфор «пэкча»
В XV—XVI веках наравне с изделиями пунчхон и обычной керамикой большое место занимало производство белого фарфора, которое продолжало развиваться и совершенствоваться, сохраняя в течение первых ста лет правления династии Ли лучшие традиции изделий периода Корё. В этот период белый фарфор Кореи отличался изысканной простотой и утилитарностью форм, всегда отвечавших своему назначению. Красивые чаши, блюда и сосуды для вина характерны глубиной и мягкостью различных оттенков белого цвета.
Корейские художники-керамисты, применявшие для росписи изделий кобальт, обычно пользовались тонкими кистями, скупо и сдержанно накладывая краски на узоры в виде цветов, растений, птиц и насекомых. Такие чаши для вина, расписанные подглазурным кобальтом, изредка встречались в домах сановной знати и служили для подношения вина почётным гостям. Для росписи фарфоровых изделий помимо кобальта и окиси железа пользовались иногда и красной медной краской, которая была известна корейским мастерам ещё в период Корё.
В начале XVII века в Корее производили только белый фарфор, так как со времени японского нашествия кобальт из Китая не ввозили. Только в середине XVII века в Пунвоне вновь появляется роспись кобальтом и возрождаются старые традиции в изготовлении художественных фарфоровых изделий исключительно для королевского двора.
По сравнению с изысканными формами фарфоровых сосудов XV—XVI веков изделия позднего периода династии Ли кажутся более тяжеловесными и грубыми. Корейские художники-керамисты создавали ритмичные композиции линией и пятном, проявляя богатое чувство фантазии. Они писали растительные мотивы, животных, плывущих рыб, птиц и насекомых то в реалистической манере, то в виде стилизованных завитков и каллиграфических линий, искусно преобразуя реальные формы в декоративную условность узора.
Характерен для этого времени большой фарфоровый шарообразный сосуд для хранения пищи. Он покрыт светло-серой глазурью и украшен росписью с изображением дракона, летящего над облаками, заполняющего верхнюю часть тулова, хорошо подчеркивая округлость формы сосуда. Коричневатый, красивого оттенка рисунок исполнен подглазурной окисью железа. Для фарфоровых сосудов характерны богатство декора и разнообразие форм. Чувство живой непосредственности, порой наивности ощутимо выступает в росписях этих сосудов.

##### Расписной фарфор
Любовь корейцев к природе находит своё отражение в росписях сосудов XVII—XIX веков. Пейзажи, цветущие лотосы и хризантемы, бамбук и гроздья винограда, птицы, рыбы, летящие среди цветов мотыльки — всё это отражает глубокие чувства народа, который, творя в тяжёлых условиях феодального режима, все же сохранял на протяжении веков любовь к прекрасному.
В росписи фарфора XIX века появляются новые мотивы. Пейзажи написаны блёкло-синим кобальтом с большим мастерством и пониманием передачи воздушной перспективы. Декоративность изделий, её содержательность диктовались назначением вещи и эстетическими запросами потребителей. На стопках для кистей можно встретить рельефные или живописные изображения сосны, журавлей, аистов, оленей, символизирующих традиционные пожелания долголетия и богатства, а также пейзажи с солнцем, луной и облаками извивающихся летящих драконов — повелителей стихий.
Керамика Кореи периода правления династии Ли оказала большое влияние на керамические изделия Японии, а позднее через них и на керамику ряда европейских стран, где стали широко применять декоративные приёмы мастеров Кореи прошлых веков. Воспетая поэтами, прославленная в легендах и сказаниях керамика Кореи в последние годы правления династии Ли утратила своё былое значение и своё великое мастерство, в котором в течение веков находила отражение живая душа её народа, его любовь к этому виду искусства.

## Галерея
- Селадон в форме овцы (III-IV века, Пэкче)
- Корейский винный кувшин (около 1150-1200 годы, династия Корё)
- Селадоновая курильница династии Корё XII века
- Корейский винный кувшин периода династии Корё, около 1250 год
- Селадон периода Корё, выставленный в Национальном музеи Кореи
- Белая фарфоровая чашка XV века династии Чосон
- Бело-голубой фарфоровый сосуд XV века династии Чосон
- Чосонский форфоровый горшок с рисунками виноградной лозы и обезьяны. Начало XVIII века
- Бело-голубой фарфоровый чайник периода династии Чосон
- Бело-голубая фарфоровая бутылка XIX века.